# Manoir de Beaupré
Le manoir de Beaupré est un manoir situé sur la commune française de Veigné dans le département d'Indre-et-Loire, en région Centre-Val de Loire.
Il fait l’objet d’une inscription partielle au titre des monuments historiques depuis le 6 février 1991.

## Historique
Bâti vers 1640 par une famille amboisienne, et ancien fief, le manoir de Beaupré est mentionné pour la première fois en 1689 Seul le logis principal est du XVIIe siècle ; les deux ailes abritant les communs sont plus récentes.
En 1855, un mur ferme la cour encadrée par le logis principal et ses ailes en retour.
Dépendant du château d'Artigny, le manoir est, comme ce dernier, la propriété du parfumeur François Coty de 1912 à sa mort.

## Architecture et décoration
| Image externe |                                             |
|               | Le manoir de Beaupré sur le site de Veigné. |

Le corps de logis principal n'a pas d'étage ; le comble à la Mansart repose directement sur le rez-de-chaussée. Le comble est éclairé côté cour par trois hautes mansardes ; deux autres prennent jour du côté opposé.
L'escalier accolé à la façade nord provient d'un hôtel particulier de Tours datant du Second Empire, plus tard détruit ; les bornes en pierre des allées du jardin ont été ramenées du château de Menars.

## Pour en savoir plus